# Vịnh Girolata
Vịnh Girotala ở đảo Corse là một cộng hòa nhỏ ở vịnh Porto. Năm 1983, UNESCO đã công nhận Vịnh Girotala, Vũng đá Piana và Khu bảo tồn thiên nhiên Scandola là di sản thế giới.